# Chusta

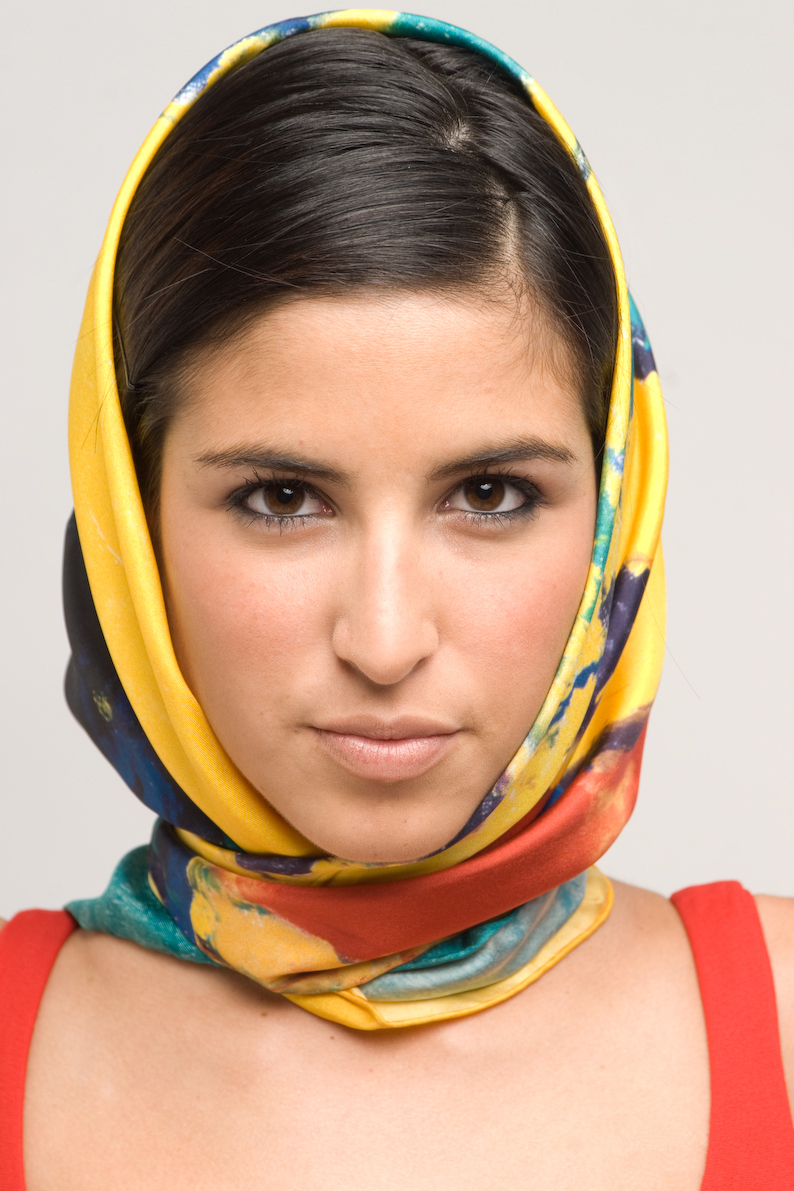
Chustka na głowę

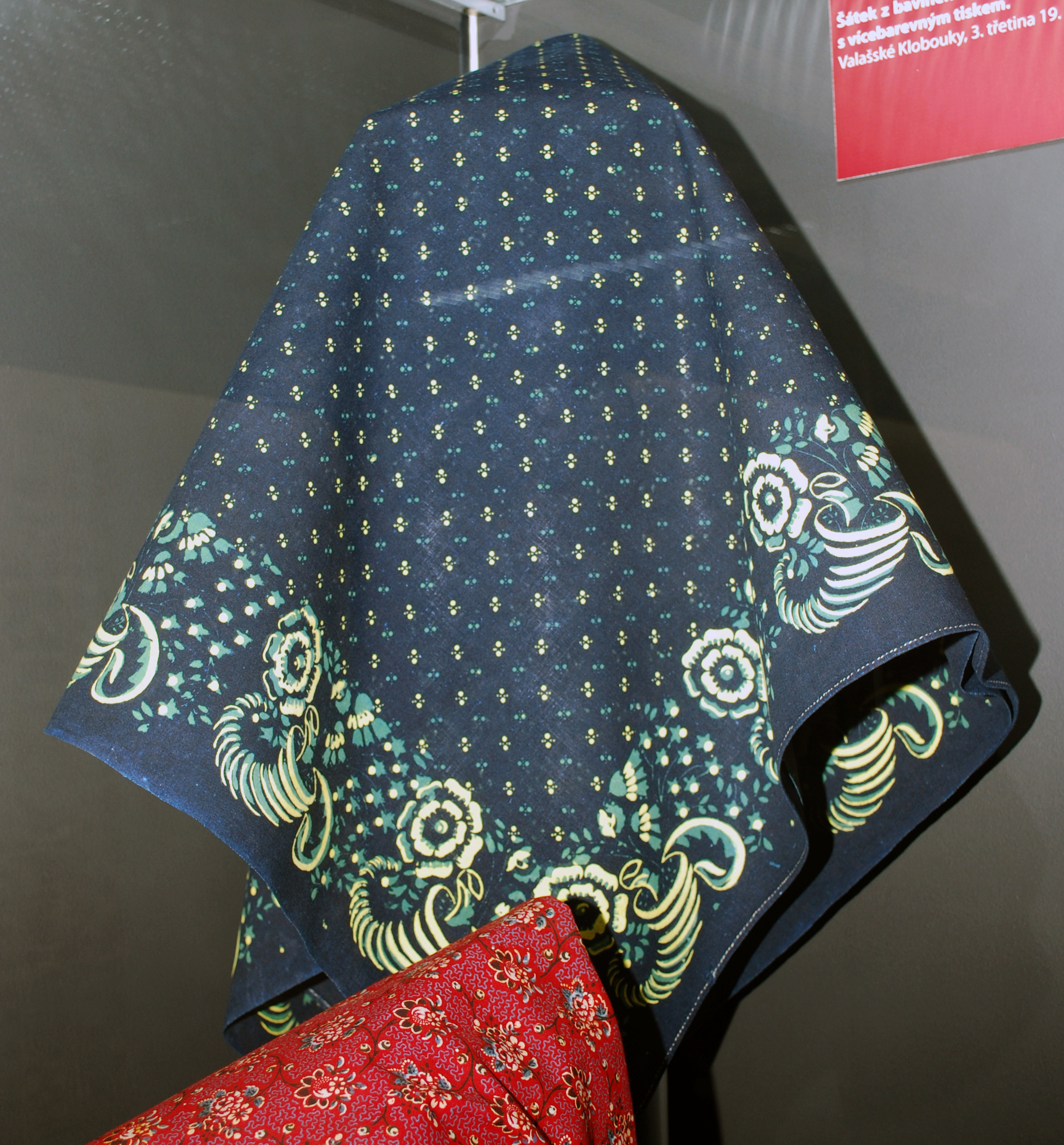
Chusta ludowa, drukowana (Czechy, XIX w.)

Chusta – płat materiału, zwykle kwadratowy, prostokątny lub trójkątny. Stosowana jest, przeważnie jako część ubioru kobiecego, do okrywania głowy, ramion i pleców, często jako ozdoba. Niektóre chusty służą do noszenia przedmiotów lub dzieci.
Niekiedy chusta może pełnić funkcję odznaki wyróżniającej jakąś grupę osób, jak np. chusta harcerska.
Niektóre rodzaje chust:
- apaszka
- arafatka (kefija)
- bandana
- hidżab
- kwef
- łoktusza
- nałęczka
- tybetka

## Chusty nieużywane jako element ubioru
- chusteczka do nosa
- chusta chirurgiczna
- chusta do noszenia dzieci
- chusta trójkątna